# Monte Sant'Elia, Cala Mosca e Cala Fighera
Monte Sant'Elia, Cala Mosca e Cala Fighera este o arie protejată (arie specială de conservare — SAC, sit de importanță comunitară — SCI) din Italia întinsă pe o suprafață de 27 ha, integral pe uscat.

## Localizare
Centrul sitului Monte Sant'Elia, Cala Mosca e Cala Fighera este situat la coordonatele 39°11′11″N 9°09′25″E / 39.186389°N 9.156944°E.

## Înființare
Situl Monte Sant'Elia, Cala Mosca e Cala Fighera a fost declarat sit de importanță comunitară în iunie 1995 pentru a proteja 14 specii de animale. Situl a fost protejat și ca arie specială de conservare în aprilie 2017.

## Biodiversitate
Situată în ecoregiunea mediteraneană, aria protejată conține 6 habitate naturale: Tufărișuri termo-mediteraneene și de pre-deșert, Păduri de pin mediteraneene cu pini mezogeni endemici, Matorral arborescenți cu Juniperus spp., Pseudostepă cu ierburi și specii anuale de Thero-Brachypodietea, Tufărișuri halo-nitrofile (Pegano-Salsoletea), Phrygana endemică cu Euphorbio-Verbascion.
La baza desemnării sitului se află mai multe specii protejate:
- păsări (13): Alectoris barbara, fâsă-de-câmp (Anthus campestris), ciuf de câmp (Asio flammeus), caprimulg (Caprimulgus europaeus), erete de stuf (Circus aeruginosus), presură de grădină (Emberiza hortulana), șoim călător (Falco peregrinus), muscar-gulerat (Ficedula albicollis), sfrâncioc roșiatic (Lanius collurio), Larus audouinii, ciocârlie de pădure (Lullula arborea), Sylvia sarda, silvie de tufiș (Sylvia undata)
- reptile (1): Euleptes europaea

Pe lângă speciile protejate, pe teritoriul sitului au mai fost identificate 15 specii de plante, 60 de specii de păsări, 2 specii de reptile.